# Eduard Visser
Eduard Visser (Wormerveer, 8 april 1942) is een Nederlandse schrijver. Hij debuteerde in 1965 met de verhalenbundel Twee handen van zwart.

## Werk
Visser was hoofdredacteur van de door Meulenhoff uitgegeven sciencefiction-reeks M=SF. Als deel 13 verscheen daarin de novelle Duvels en oranje moeren (1968), die door Visser samen met Ruurd Groot werd geschreven onder het pseudoniem Grovis.